# Half-unciaal

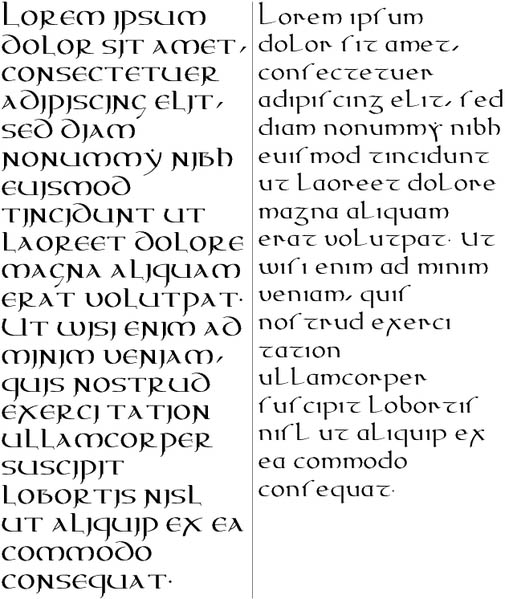
Simulatie van de bekende onzinnige drukkerstekst Lorem ipsum in unciaal (links) en half-unciaal (rechts).

Half-unciaal of semi-unciaal is een Romeins schrift uit de antieke tijd. Het is een minuskel schrift en bestaat dus uitsluitend uit 'kleine letters' of 'onderkast letters'.

## Geschiedenis
De term half-unciaal of semi-unciaal werd voor het eerst gebruikt door Scipione Maffei in zijn Istoria diplomatica (Mantua, 1727). Hij gebruikte de term om, wat hem een afgeleide versie van de unciaal leek in de Codex Basilicanus van Hilarius van Poitiers, te benoemen. Het manuscript bevat zowel secties geschreven in de unciaal als secties geschreven in de half-unciaal. De naam werd verder gebruikt door René Prosper Tassin en Charles François Toustain in hun Nouveau traité de diplomatique, maar hoewel de naam algemeen gebruikt wordt, dekt hij niet echt de lading want de half-unciaal is helemaal niet afgeleid van de unciaal, ze hebben alleen dezelfde oorsprong, het Romeinse cursiefschrift.
Zoals de unciaal ontstond de half-unciaal uit de capitalis cursiva, maar uit de late versie. Hij ontstond in de 3e eeuw en werd een belangrijk boekschrift van de 5e tot de 8e eeuw.
Het schrift was niet bedoeld als een snel notitieschrift zoals de capitalis cursiva, maar wel als een formeel schrift, dat sneller kon geschreven worden. Het evolueerde dan ook tot boekschrift in dezelfde periode als de unciaal, en het werd voornamelijk gebruikt voor het schrijven van werken van kerkelijke auteurs en voor Bijbels.
Uit de half-unciaal zal later het insulair schrift ontstaan in Ierland en Engeland. De Ierse missionarissen zullen dit schrift op hun beurt overbrengen naar het continent, waar het mede aan de basis zal liggen van de Karolingische minuskel.

## Omschrijving
De half-unciaal werd geschreven tussen vier (denkbeeldige) horizontale lijnen, de binnenste twee voor het lichaam van de letters en de buitenste voor de aflijning van de stokken en de staarten. Het schrift vereist dus meer ruimte tussen twee regels dan de unciaal of de capitalis-schriften.

## Alfabet

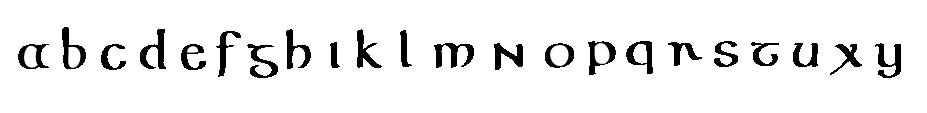
Het alfabet in half-unciaal schrift.

De typerende letters van de half-unciaal zijn de a, b, d, f, g, r, s en t. In de half-unciaal komen een groot aantal van de letters voor, die later het Karolingisch schrift zullen vormen. Voor hoofdletters werden dezelfde letters gebruikt maar in een groter formaat of men gebruikt de capitalis rustica of de unciaal.
Ligaturen worden veelvuldig gebruikt vooral met de klinkers u, e en i. Het schrift heeft zeer weinig abbreviaturen behalve die voor de nomina sacra (DS voor deus, en DMS of DNS voor dominus enzovoorts). Er wordt bij het schrijven zeer weinig ruimte gelaten tussen de woorden.